# スイングジャグリング

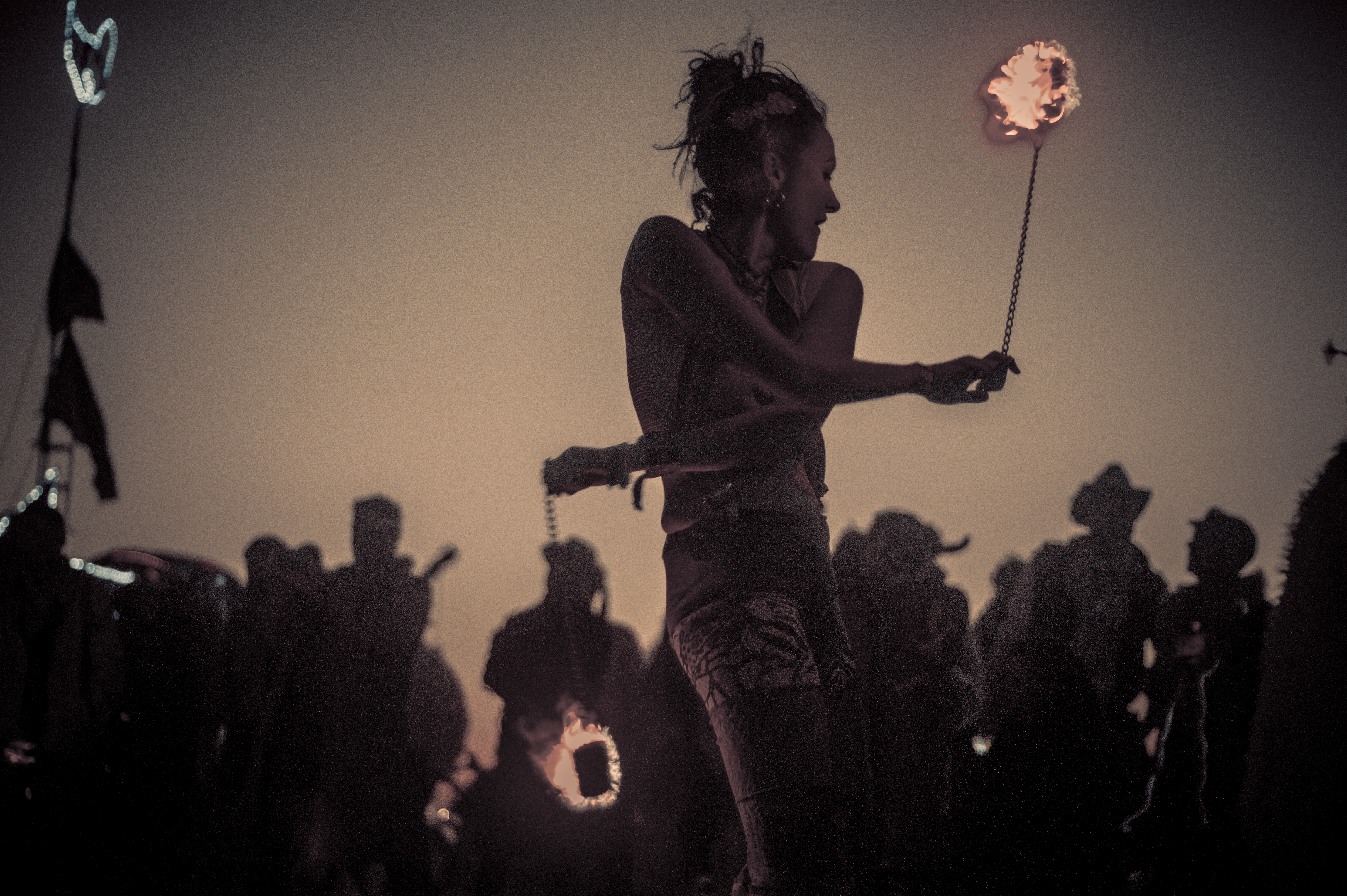
ポイを用いたパフォーマンス

スイングジャグリング（swing juggling）またはトワリング（Twirling）は、重りの付いた縄や長い棒などを振り回すジャグリングの一種。
20世紀ごろから、いわゆるバトントワリングという形で行われてきた。火をつける、ライトを点灯させるなどして、暗闇でのパフォーマンスがよく行われる。

## スイングジャグリングの道具

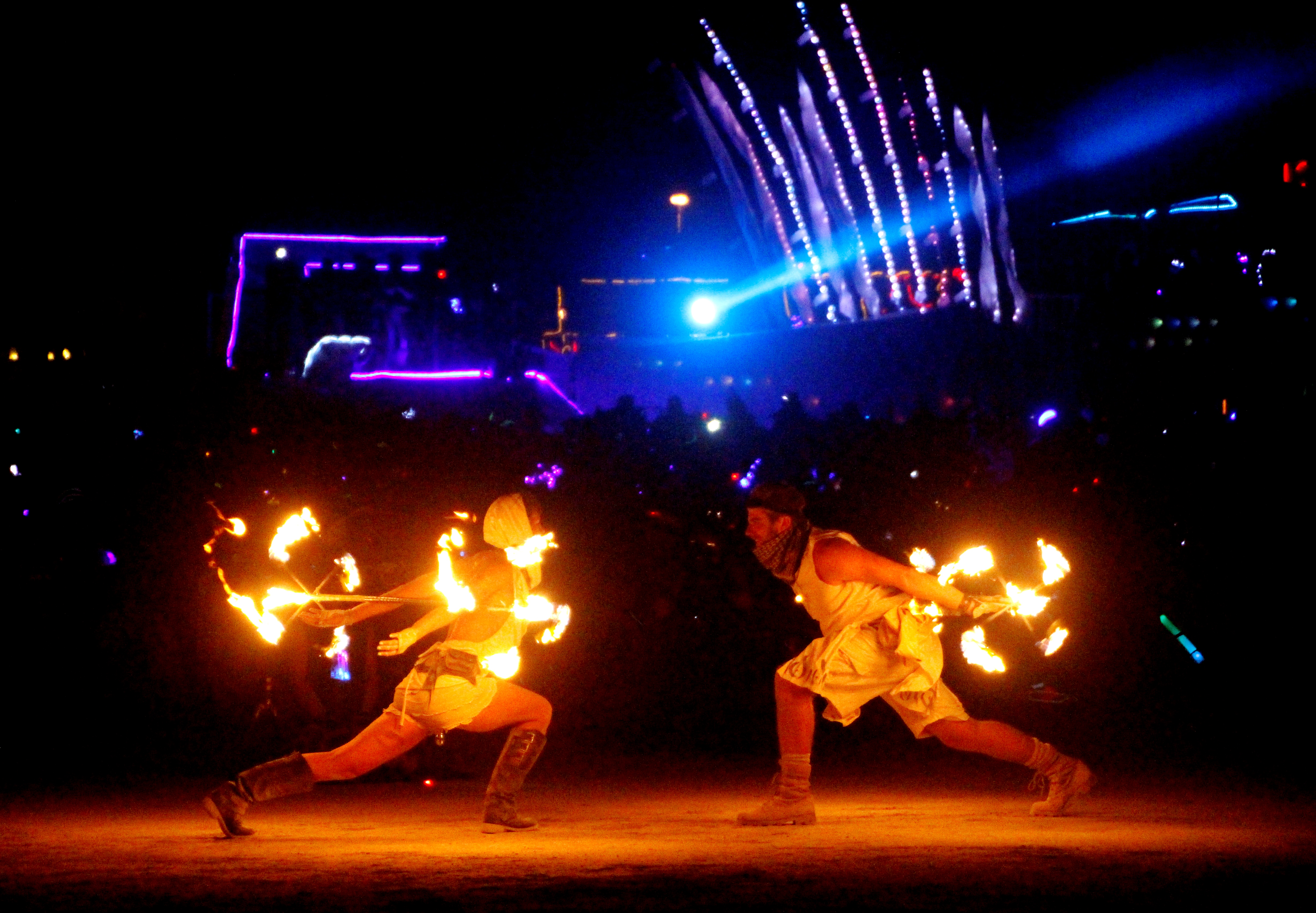
ロングスタッフの一種

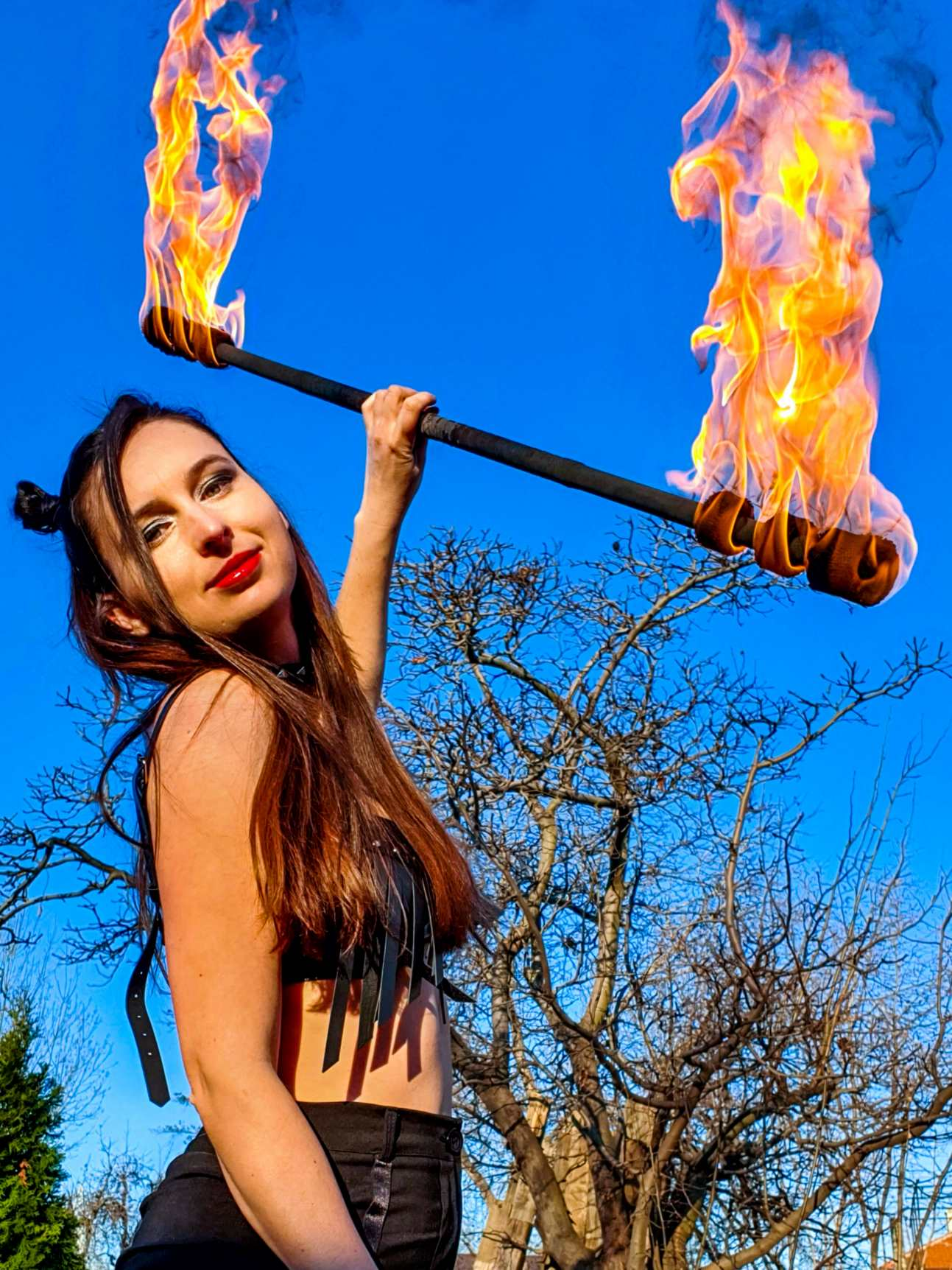
ショートスタッフ

ポイ
もとはニュージーランドの先住民、マオリ族の儀式に使用されていたもの。紐の先に玉がついていて両手にひとつずつ持って回す。
メテオ
縄の両端にボールが接続された道具、流星とも呼ばれ、古代中国の武器だったとされる。
スタッフ
両端に火を点けることのできるものや、ライトが内蔵されていて光るものなど暗闇でのパフォーマンスに向いているものが多い。
ロングスタッフ
両手で扱う長いスタッフ。首や腕等の上を転がすように回すコンタクトスタッフに適している。長さは1.2m～1.6m程。
ショートスタッフ
中央部分を持って腕を伸ばすと、両端が体に届かなくなる長さのスタッフ。二本のスタッフを同時に扱うダブルスタッフに適している。長さは0.9m～1m程。
スインギングクラブ
振り回すために特化し、変形したクラブ。ノブ（持つ部分）が丸くなっている。
その他、傘や、ステッキ（杖）なども使われる。一般的に棒状のものであれば使うことができる。